# Jagdgeschwader 102
Jagdgeschwader 102 (dobesedno slovensko: Lovski polk 102; kratica JG 102) je bil lovski letalski polk (Geschwader) v sestavi nemške Luftwaffe med drugo svetovno vojno; to je bila šolska enota za učenje novih pilotov.

## Organizacija
- štab
- 1. eskadrilja
- 2. eskadrilja
- 3. eskadrilja

## Vodstvo polka
Poveljniki polka (Geschwaderkommodore)
- Major Karl-Heinz Schnell: januar 1943
- Hauptmann Helmut Haugk: avgust 1944